# لويس بيريز
لويس بيريز (بالإسبانية: Luis "Pichojos" Pérez)‏ (مواليد 1907) لاعب كرة قدم مكسيكي راحل كان يجيد اللعب في خط الهجوم .
شارك مع منتخب المكسيك في بطولة كأس العالم 1930 في الأوروغواي حيث لعب مباراتين أمام فرنسا وتشيلي .

## وصلات خارجية
- لويس بيريز على موقع الاتحاد الدولي (مؤرشف)  (الإنجليزية)
- لويس بيريز على موقع قاعدة بيانات كرة القدم.إي يو (الإنجليزية)
- لويس بيريز على موقع قاعدة بيانات كرة القدم.إي يو (الإنجليزية)
- لويس بيريز على موقع قاعدة بيانات كرة القدم.إي يو (الإنجليزية)
- لويس بيريز على موقع ناشيونال فوتبول تيمز (الإنجليزية)
- لويس بيريز على موقع عالم كرة القدم.نت (الإنجليزية)

- هذا السيرة الذاتية